# 利安商場

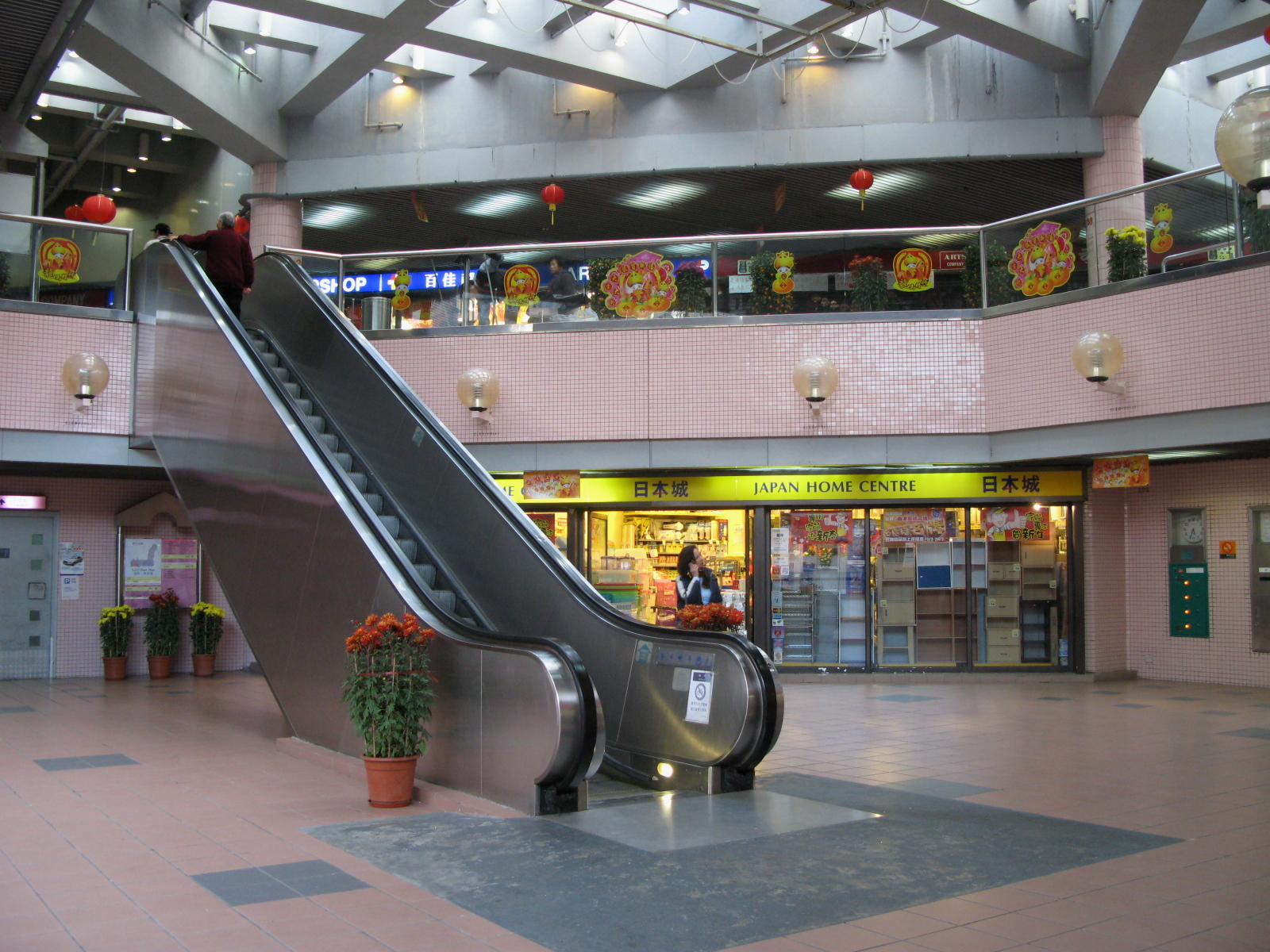
利安商場中庭（2008年）

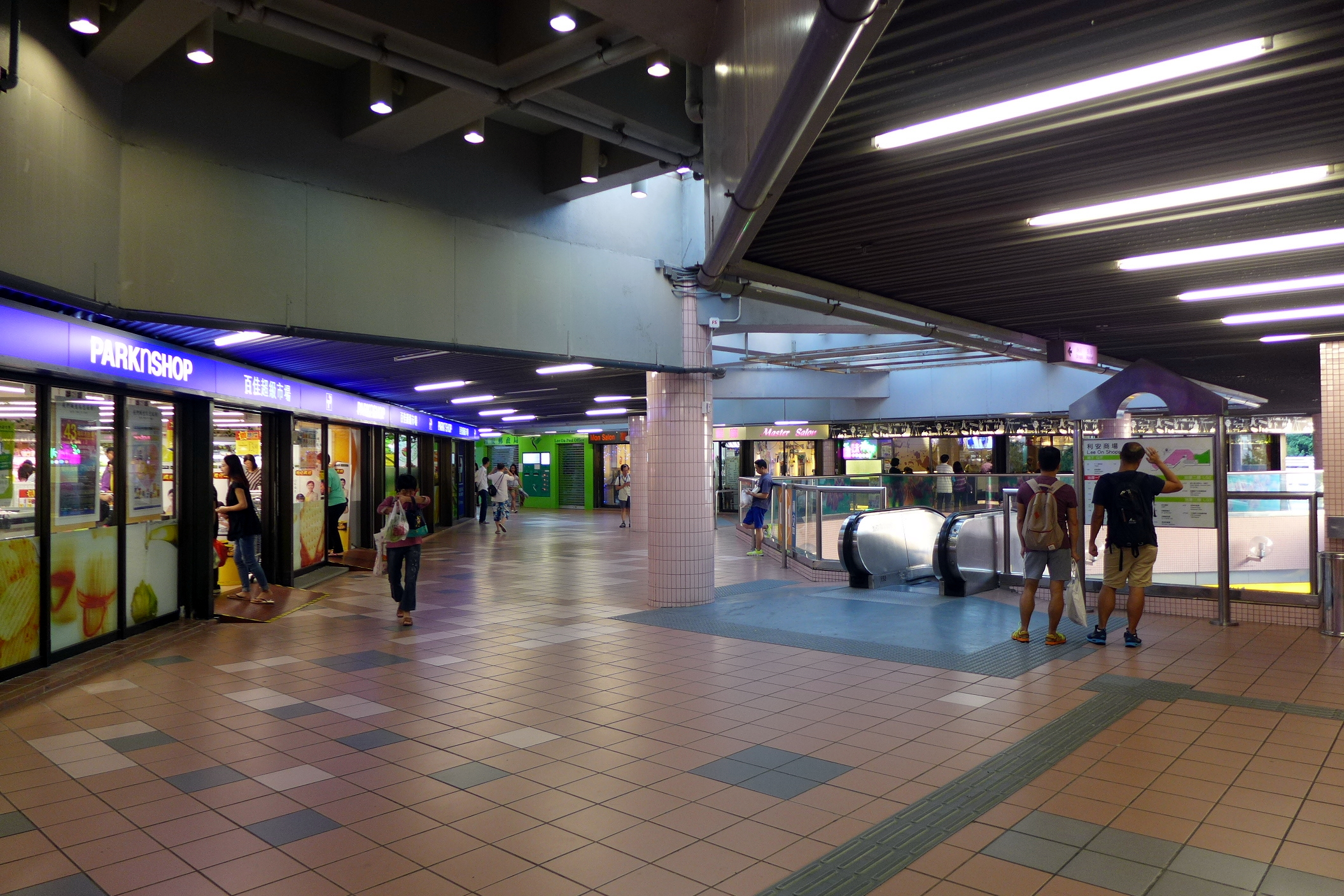
利安商場商店（2015年）

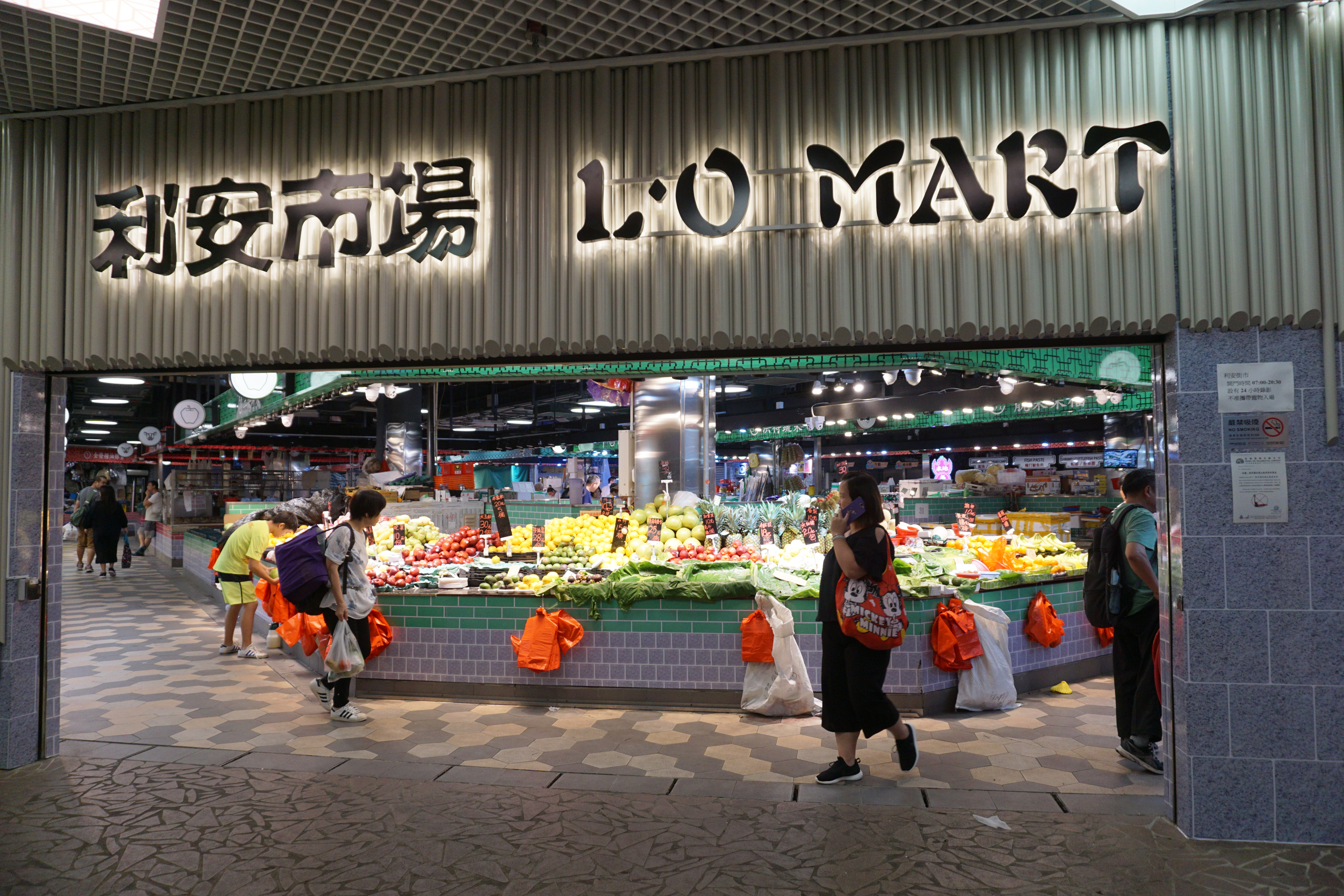
翻新後的利安街市(2015-2022）

利安商場（英語：Lee On Shopping Centre）是香港的一個購物商場，位於新界馬鞍山利安邨內，於1993年落成。商場主要為利安邨及鄰近的錦龍苑提供日常生活所需。此外，商場內亦設有街市，名為「利安街市」。
該商場原來屬於香港房屋委員會物業，後來在2005年出售予領展房地產投資信託基金。2017年11月28日，領展宣佈將商場出售予基滙資本為首的財團，交易將於2018年2月28日完成。

## 簡介
利安商場樓高4層，佔地約7,700平方米，主要商戶為百佳超級市場、大家樂、7-11、日本城及麥當勞。此外，商場亦設有無冷氣街市、利安郵政局及約400個停車場車位。2017年2月，領展外判宏集策劃承包利安街市未夠一年，宣布翻新街市。翻新後街市加租至舊租金的兩至三倍，大部分商戶因無法負擔新租金，決定離場，僅五六檔續租。區議員憂慮居民日後要「捱貴餸」。
翻新後的利安街市在5月12日重新開放，並易名為利安市場，英文名稱為L.O. Market。其後於2022年再翻新，並易名回利安街市

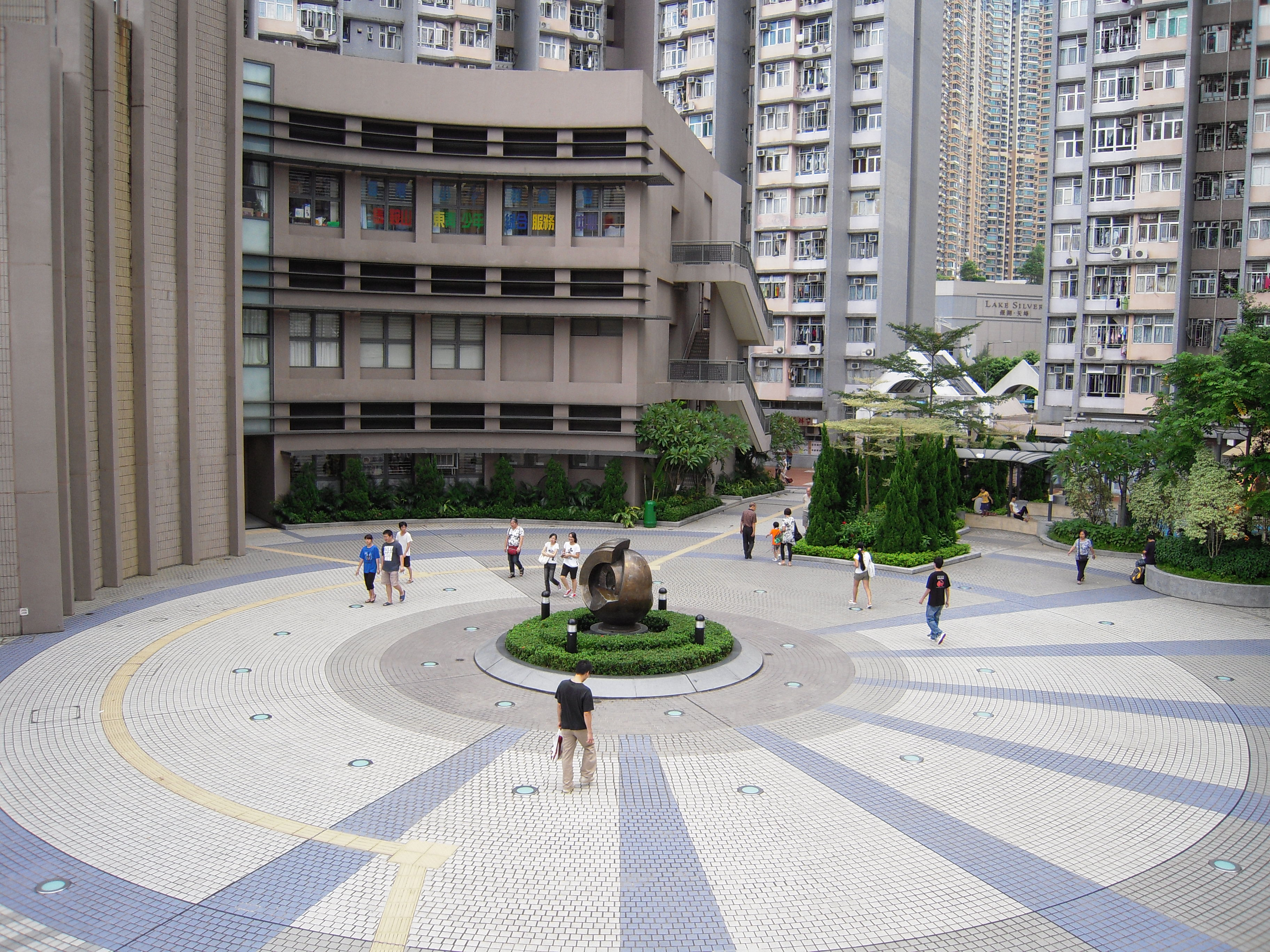
羅馬廣場，中間為特色球形雕塑
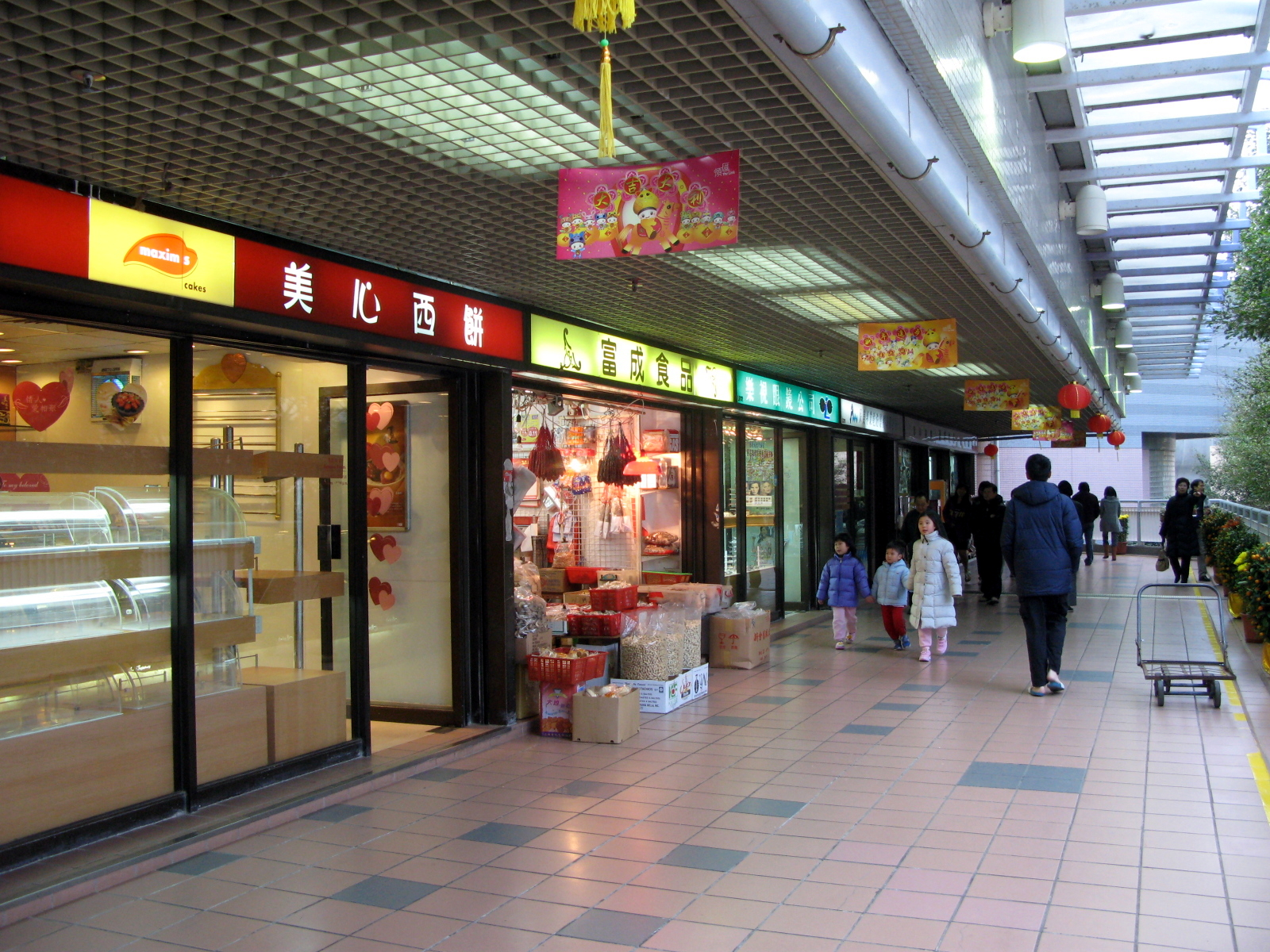
利安商場商店（2008年）
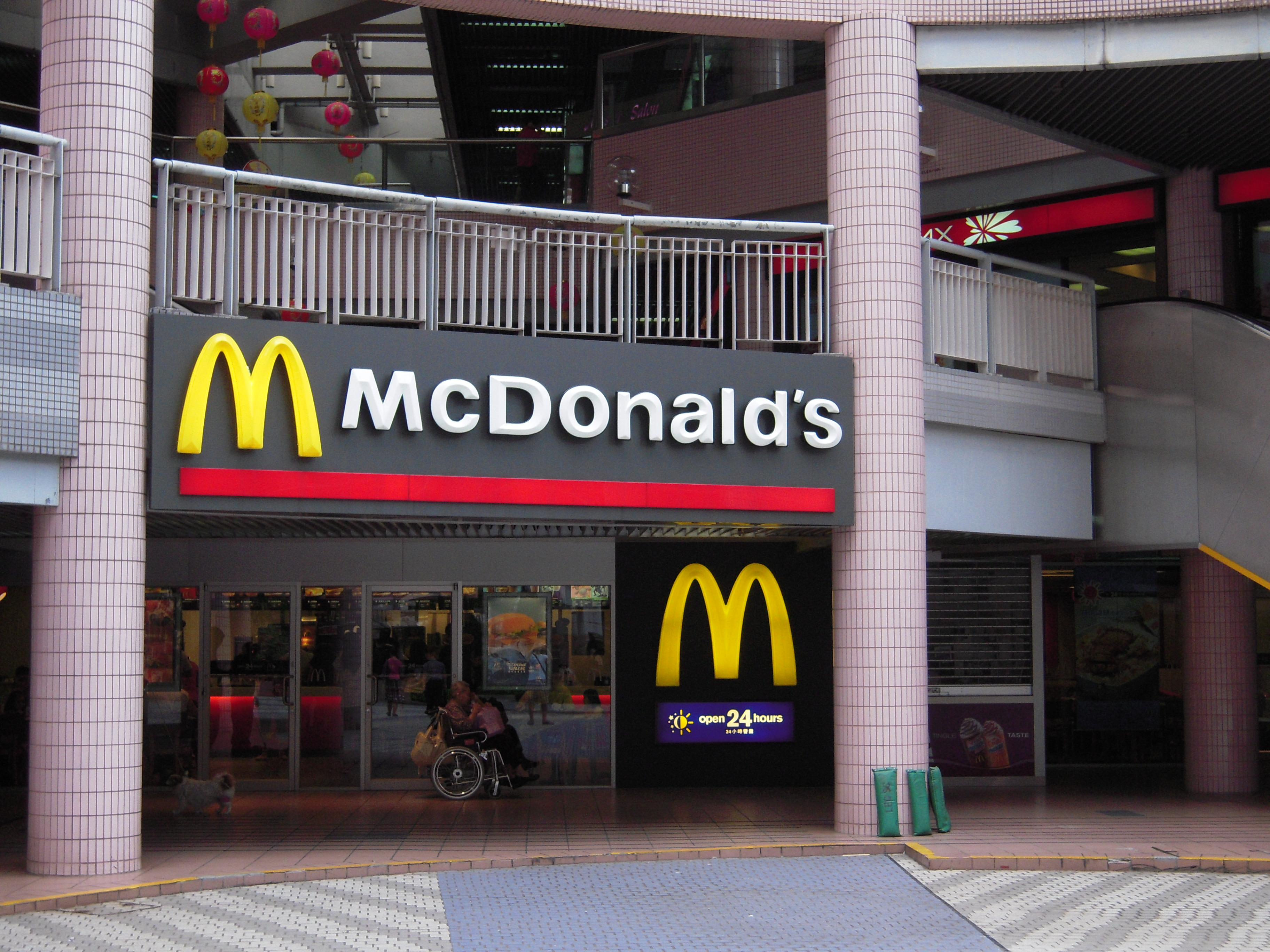
舊麥當勞
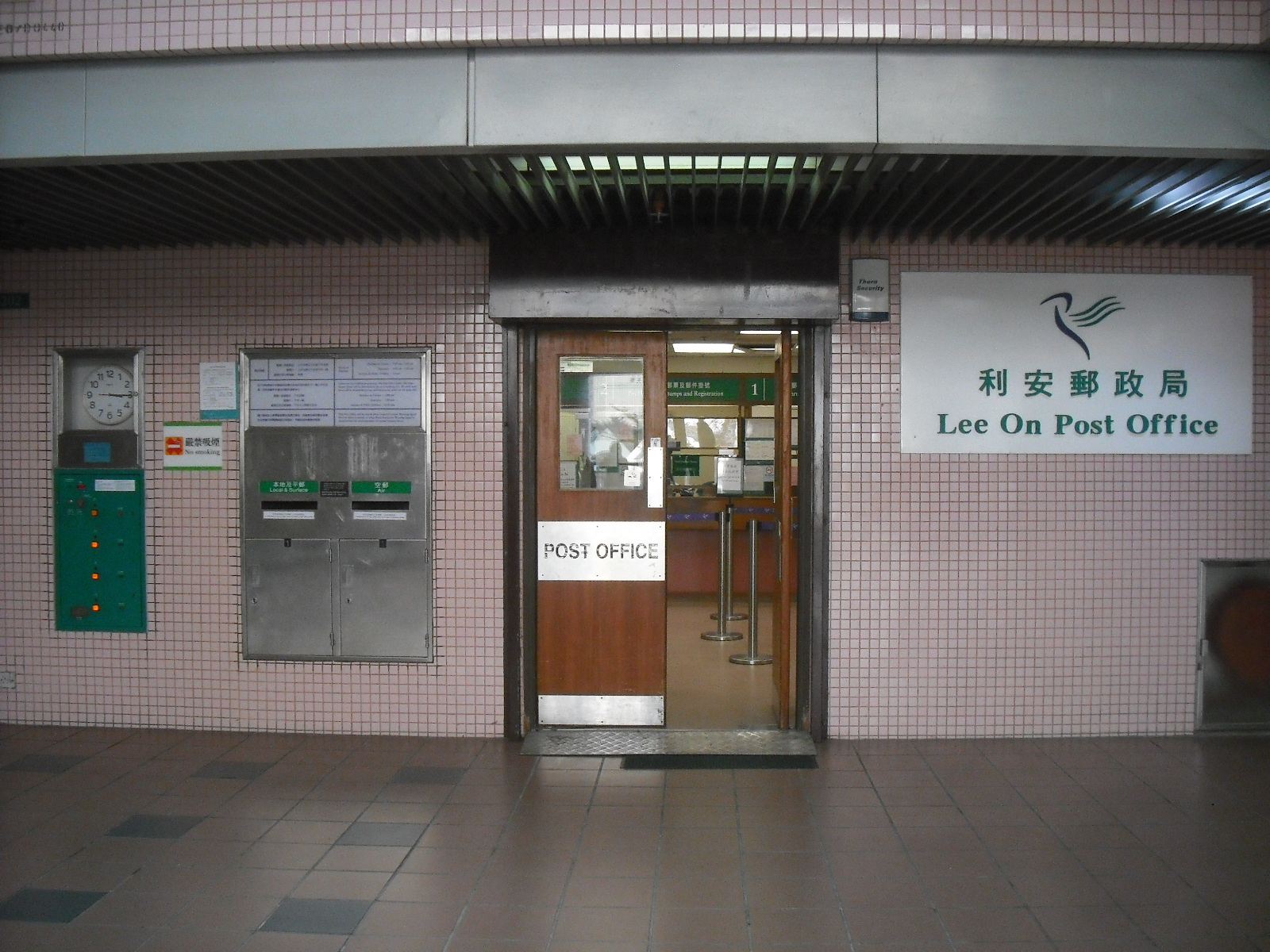
舊利安郵政局
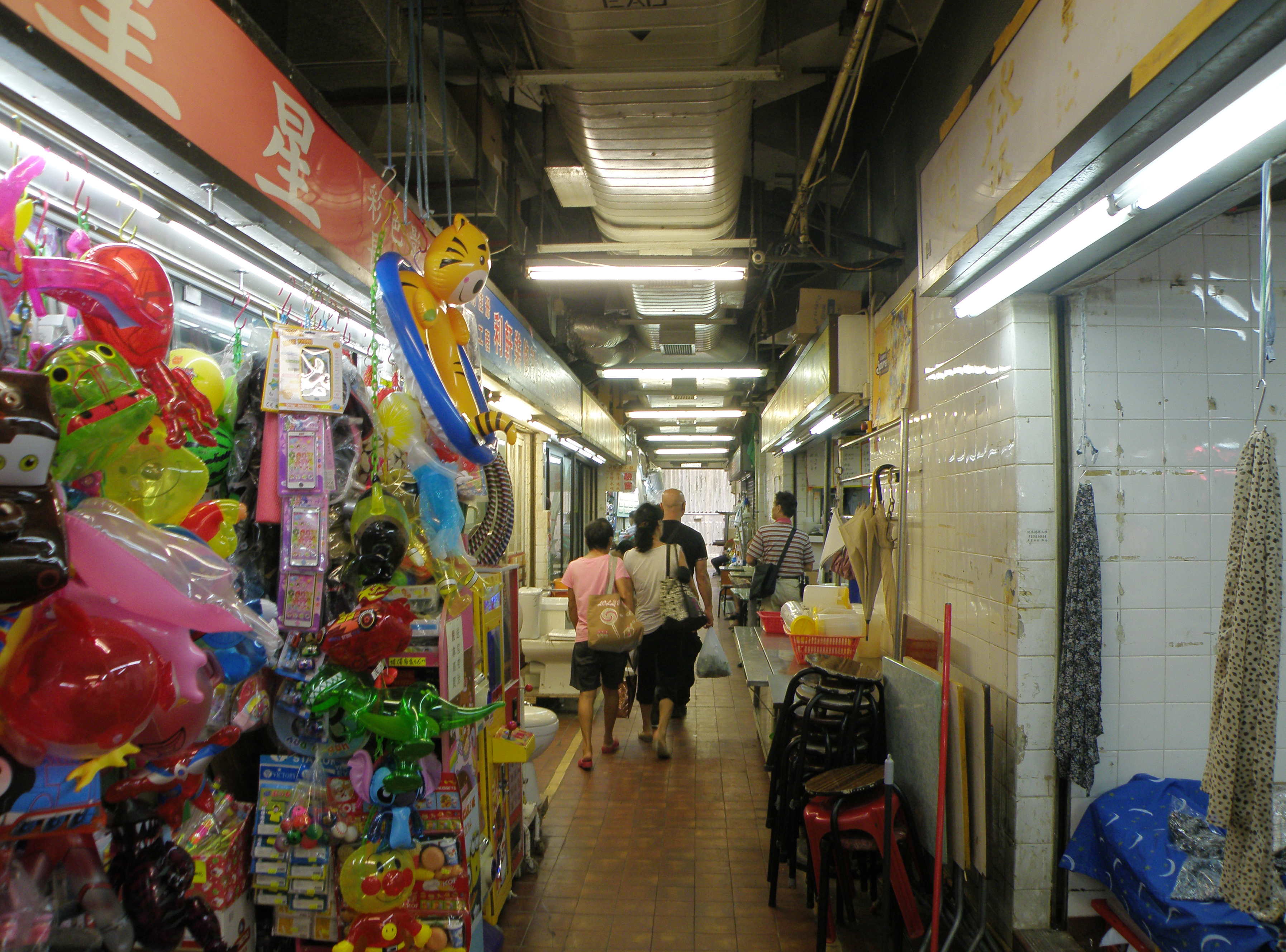
翻新前的利安街市（2015年）

## 主要商戶
- 7-11便利店
- 百佳超級市場
- 佳寶食品超級市場
- 日本城
- 利安郵政局
- 功夫點心
- 大家樂
- 麥當勞
- 意樂餐廳
- 翠河餐廳

## 鄰近地方
- 利安邨
- 錦龍苑
- 富寶花園
- 馬鞍山靈糧小學
- 明愛馬鞍山中學
- 馬鞍山利安社區服務大樓

## 外部連結
- 利安商場（領展）[永久]
- 特區聯合交通網－利安總站（页面存档备份，存于）

22°25′35″N 114°14′28″E / 22.4265°N 114.2410°E